# Paulinho McLaren
Paulinho McLaren (født 28. september 1963) er en tidligere brasiliansk fodboldspiller.